# Konrad Czerniak
Konrad Łukasz Czerniak (Puławy, 11 de julio de 1989) es un militar y deportista polaco que compitió en natación, especialista en los estilos libre y mariposa.
Ganó tres medallas en el Campeonato Mundial de Natación entre los años 2011 y 2015, cinco medallas en el Campeonato Europeo de Natación entre los años 2010 y 2018, y cuatro medallas en el Campeonato Europeo de Natación en Piscina Corta, en los años 2011 y 2017.
Participó en tres Juegos Olímpicos de Verano, entre los años 2012 y 2020, ocupando el octavo lugar en Londres 2012, en la prueba de 100 m mariposa.
Se formó deportivamente en España, donde entrenó en el Centro de Alto Rendimiento de Madrid. Estudió Ciencias de la Actividad Física y del Deporte en la Universidad Camilo José Cela.

## Palmarés internacional
| Campeonato Mundial                  | Campeonato Mundial     | Campeonato Mundial | Campeonato Mundial |
| Año                                 | Lugar                  | Medalla            | Prueba             |
| ----------------------------------- | ---------------------- | ------------------ | ------------------ |
| 2011                                | Shanghái (China)       | Medalla de plata   | 100 m mariposa     |
| 2013                                | Barcelona (España)     | Medalla de bronce  | 100 m mariposa     |
| 2015                                | Kazán (Rusia)          | Medalla de bronce  | 50 m mariposa      |
| Campeonato Europeo                  |                        |                    |                    |
| Año                                 | Lugar                  | Medalla            | Prueba             |
| 2010                                | Budapest (Hungría)     | Medalla de bronce  | 100 m mariposa     |
| 2014                                | Berlín (Alemania)      | Medalla de oro     | 100 m mariposa     |
| 2014                                | Berlín (Alemania)      | Medalla de plata   | 50 m libre         |
| 2016                                | Londres (Reino Unido)  | Medalla de plata   | 100 m mariposa     |
| 2018                                | Glasgow (Reino Unido)  | Medalla de bronce  | 4 × 100 m libre    |
| Campeonato Europeo en Piscina Corta |                        |                    |                    |
| Año                                 | Lugar                  | Medalla            | Prueba             |
| 2011                                | Szczecin (Polonia)     | Medalla de oro     | 50 m libre         |
| 2011                                | Szczecin (Polonia)     | Medalla de oro     | 100 m mariposa     |
| 2011                                | Szczecin (Polonia)     | Medalla de bronce  | 50 m mariposa      |
| 2017                                | Copenhague (Dinamarca) | Medalla de bronce  | 4 × 50 m libre     |